# Peyronelia sirodesmioides
Peyronelia sirodesmioides är en svampart som beskrevs av Cif. & Gonz. Frag. 1927. Peyronelia sirodesmioides ingår i släktet Peyronelia och familjen Mytilinidiaceae.   Inga underarter finns listade i Catalogue of Life.